# دانیل اینوی
دانیل اینوی (به انگلیسی: Daniel Inouye) سناتور سابق عضو حزب دموکرات ایالات متحده آمریکا بود. وی در سال ۱۹۶۳–۲۰۱۲ میلادی سناتور ایالت هاوائی در سنای ایالات متحده آمریکا بود.